# Rochester-upon-Medway
Rochester-upon-Medway var ett distrikt i Kent i England. Distriktet hade 147 600 invånare år 1992. Distriktet upprättades den 1 april 1974 genom att boroughs Chatham och Rochester slogs ihop med landsdistriktet Strood. Det avskaffades 1 april 1998 och blev en del av Medway.